# Baden Powell (Comic)
Baden Powell ist ein von Jijé geschaffener frankobelgischer Comic.
Die realistisch gezeichnete Biografie über Robert Baden-Powell, den Gründer der Pfadfinder, erschien zwischen Oktober 1948 und Juni 1950 in Spirou. Um ein wirklichkeitsnahes Bild zu erhalten, begab sich Jijé bereits im Oktober 1947 und noch einmal im Juni 1948 nach England. Die Seiten entstanden dann mehrheitlich während seines Aufenthaltes in den USA und in Mexiko.
Dupuis veröffentlichte das Album 1950 und 1957. Danach folgten weitere Ausgaben in L’Histoire en bandes dessinées und Figures de proue sowie in der Gesamtausgabe Tout Jijé. Eine Neuausgabe gab Triomphe 2014 heraus.
Im Magazin Der heitere Fridolin kam es 1960 zur deutschen Erstveröffentlichung. Comicothek druckte das Album 1987 in einer nicht farbigen Fassung ab.